# Фронтера-Коросаль
Фронтера-Коросаль (исп. Frontera Corozal) — пограничный посёлок в Мексике, штат Чьяпас, входит в состав муниципалитета Окосинго. Численность населения, по данным переписи 2020 года, составила 6111 человек.

## Общие сведения
Название посёлка составное: Frontera (с исп. — «граница») дано по месту расположения — на границе с Гватемалой, а Corozal в память об исследователе америки.
Посёлок был основан в 1976 году при создании пограничного перехода в республику Гватемала через реку Усумасинта. На противоположном берегу находится гватемальская деревня Бетель.
Фронтера-Коросаль является ближайшим пунктом доступа к важным археологическим памятникам цивилизации майя, таким как: Яшчилан, Тонина и Бонампак, поэтому население в основном занято в сфере услуг и туризма.

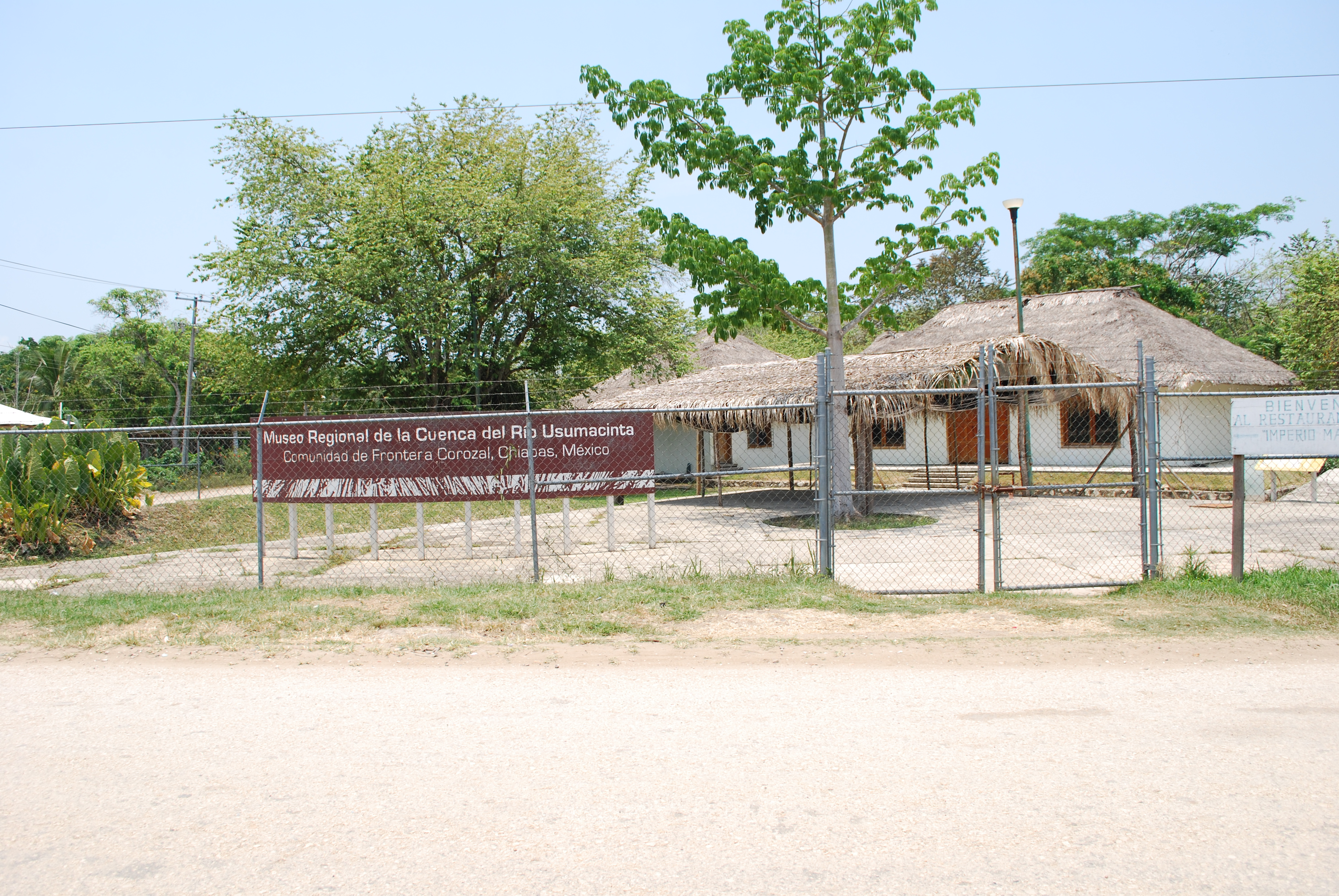
Региональный музей

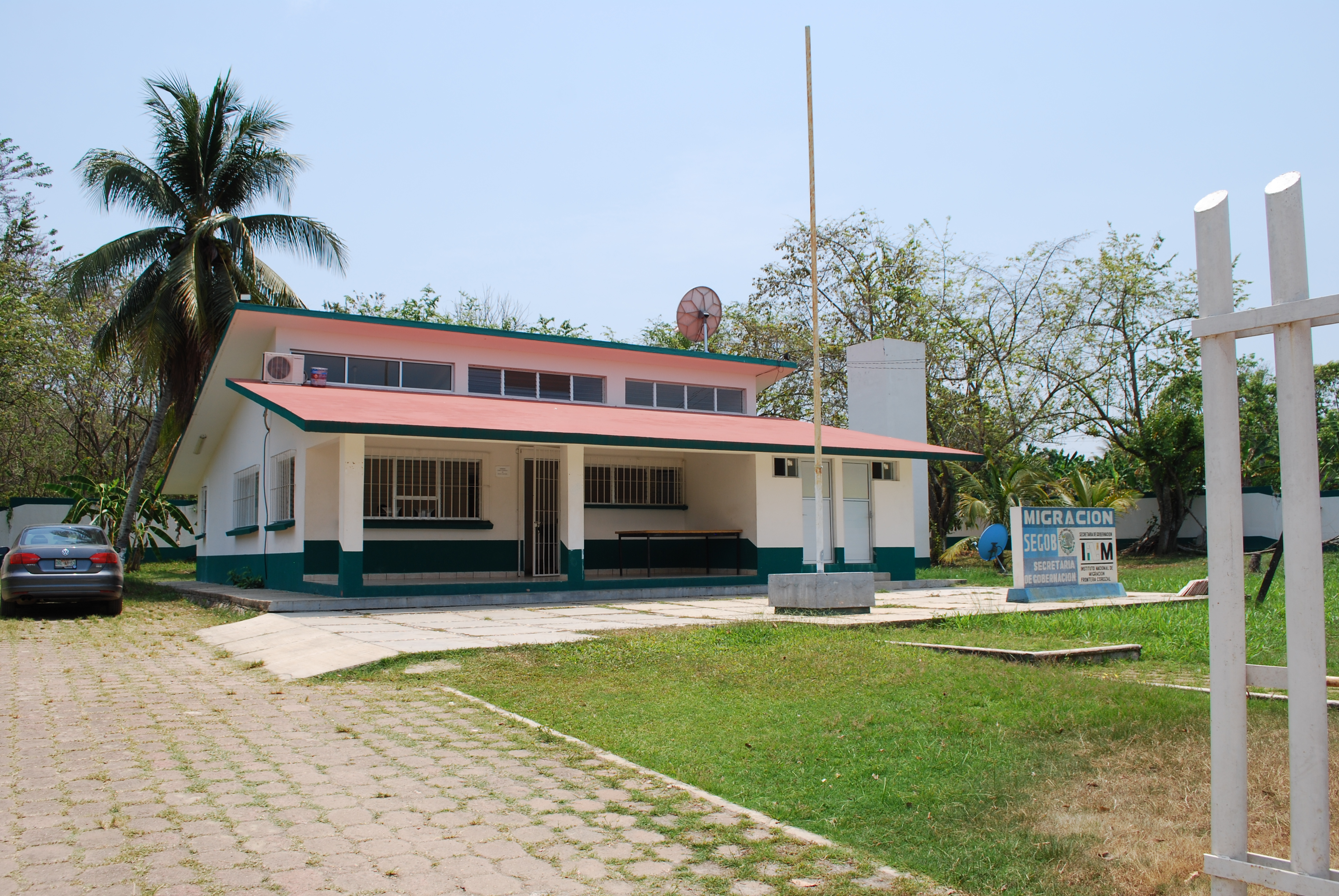
Таможенный пост